# Micropterix
Micropterix är ett släkte av fjärilar som beskrevs av Jacob Hübner 1825. Micropterix ingår i familjen käkmalar.

## Bildgalleri

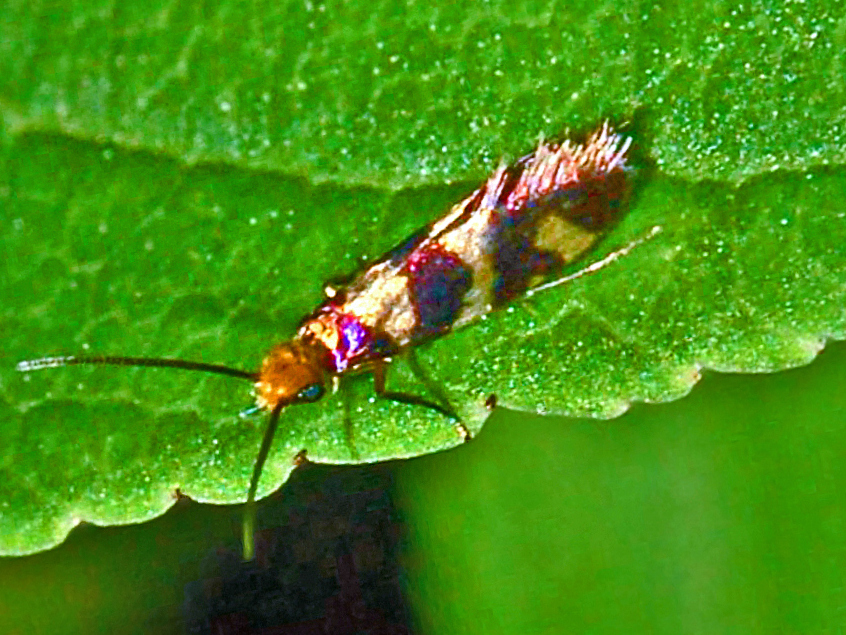

## Dottertaxa tillMicropterix, i alfabetisk ordning[1][2]
- Micropterix abchasiae
- Micropterix agenjoi
- Micropterix aglaella
- Micropterix algeriella
- Micropterix allionella
- Micropterix amasiella
- Micropterix ammanella
- Micropterix amsella
- Micropterix anderschella
- Micropterix anglica
- Micropterix aruncella
- Micropterix atricapilla
- Micropterix aureatella
- Micropterix aureocapilla
- Micropterix aureofasciella
- Micropterix aureopennella
- Micropterix aureoviridella
- Micropterix australis
- Micropterix balcanica
- Micropterix berytella
- Micropterix calthella
- Micropterix carthaginiensis
- Micropterix completella
- Micropterix concinnella
- Micropterix conjunctella
- Micropterix constantinella
- Micropterix corcyrella
- Micropterix croatica
- Micropterix cyaneochrysa
- Micropterix cypriensis
- Micropterix depictella
- Micropterix eatoniella
- Micropterix elegans
- Micropterix emiliensis
- Micropterix erctella
- Micropterix eximiella
- Micropterix facetella
- Micropterix fasciata
- Micropterix fenestrellensis
- Micropterix garganoensis
- Micropterix granatensis
- Micropterix hartigi
- Micropterix helwigella
- Micropterix ibericella
- Micropterix idea
- Micropterix igaloensis
- Micropterix imperfectella
- Micropterix inornatus
- Micropterix islamella
- Micropterix isobasella
- Micropterix italica
- Micropterix jacobella
- Micropterix jeanneli
- Micropterix junctella
- Micropterix kardamylensis
- Micropterix klimeschi
- Micropterix lagodechiella
- Micropterix lakoniensis
- Micropterix lambesiella
- Micropterix limbarella
- Micropterix lineata
- Micropterix liogierella
- Micropterix mansuetella
- Micropterix maritimella
- Micropterix maschukella
- Micropterix merianella
- Micropterix minimella
- Micropterix montanella
- Micropterix monticolella
- Micropterix montosiella
- Micropterix mucidella
- Micropterix myrtetella
- Micropterix nuraghella
- Micropterix obsoleta
- Micropterix octopunctella
- Micropterix osthelderi
- Micropterix paykullella
- Micropterix pistaciella
- Micropterix podevinella
- Micropterix purpureopennella
- Micropterix pusilella
- Micropterix rablensis
- Micropterix rebeli
- Micropterix rhodiensis
- Micropterix rosarum
- Micropterix rothenbachii
- Micropterix rubrifasciella
- Micropterix schaefferi
- Micropterix seppella
- Micropterix sicanella
- Micropterix silesiaca
- Micropterix staudinger
- Micropterix tricinctella
- Micropterix trifasciella
- Micropterix tunbergella
- Micropterix turkmeniella
- Micropterix tuscaniensis
- Micropterix urticaella
- Micropterix urticella
- Micropterix uxoria
- Micropterix vallebonnella
- Micropterix weberi
- Micropterix wockei
- Micropterix vulturensis
- Micropterix zangheriella